# Мазурак Ярослава Іванівна
Ярослава Іванівна Мазурак (до шлюбу Мигаль; 2 травня 1949, с. Будилів, Тернопільська область — 23 квітня 2024) — українська співачка, культурна діячка, краєзнавиця, композиторка. Членкиня
Національної спілки краєзнавців України (2002), НТШ (2005). Почесна громадянка м. Бережани (2004).

## Життєпис
Ярослава Мигаль народилася 2 травня 1949 року в селі Будилові, нині Козівської громади Тернопільського району Тернопільської области України.
Навчалася в Бережанській середній школі № 1 (1966). Закінчила режисерське відділення Теребовлянського культурно-освітнього училища (1970). Працювала артисткою розмовного жанру та ведучою ансамблю танцю «Надзбручанка» Тернопільської обласної філармонії, артисткою хору та ведучою Гуцульського державного ансамблю пісні й танцю Івано-Франківської обласної філармонії. У Бережанах співала в капелі «Боян», жіночому камерному хорі та хорі «Просвіта»; солістка естрадно-симфонічного ансамблю «Сурми».
Від 1985 до березня 2023 року — наукова працівниця Бережанського музею книги. 1995 року на базі музею заснувала «Театр живого слова», при якому поставила 10 вистав за власними сценаріями.
Співорганізаторка музеїв Богдана Лепкого в Бережанах та в с. Жовчів Рогатинського району.

## Доробок
Авторка книг «Літературна Бережанщина: Біографічний
довідник» (Бережани, 2000), понад 50 музичних творів на
слова українських поетів.
За сприяння Романа Смика в США вийшли її збірки пісень на слова Богдана Лепкого «Вітер рідного Поділля» (1996, 1997), «Вечірня арфа»
(1998).
Окремі пісні в її виконанні увійшли до аудіоальбому «Ярі квіти любові» (1997). Авторка сценаріїв та постановок літературно-мистецьких вистав «Римовані болі Василя Симоненка» (1995), «Нам пора для України жить» (1996), «Йдемо до тебе, Маркіяне» (1998) та інші.

## Нагороди
- премія імені Братів Лепких (1998);
- почесний громадянин м. Бережани (2004);
- відзнака міського голови «Гордість Бережанщини».